# Hua Mei

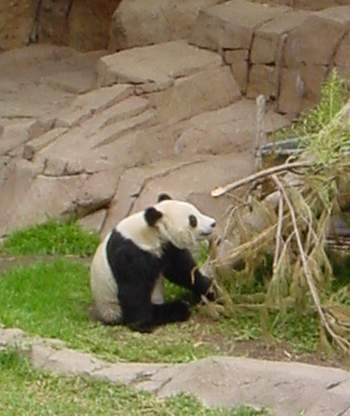
Pandabärin Hua Mei im San Diego Zoo

Hua Mei (chinesisch 華美 / 华美, Pinyin huáměi – „China und USA“; * 21. August 1999) ist ein weiblicher Großer Panda. Sie kam im San Diego Zoo durch künstliche Befruchtung zur Welt und gilt als der erste Pandabärennachwuchs, der in den Vereinigten Staaten das Erwachsenenalter erreicht hat. Sowohl die Geburt als auch die ersten Lebensmonate konnten weltweit über eine Internet-Webcam des San Diego Zoos verfolgt werden. Am 25. August 1999 schätzten Pfleger ihr Gewicht auf zwischen 110 und 140 Gramm. Beim ersten Wiegen am 4. September 1999 betrug ihr Gewicht 354,4 Gramm. Nach 45 Tagen war sie 38,6 cm lang und öffnete die Augen. Am 1. Dezember 1999 erhielt sie in einer feierlichen Zeremonie in Anwesenheit des Generalkonsuls der Volksrepublik China ihren Namen, der zum einen „China/USA“ und zum anderen „herrlich/wunderschön“ bedeutet. Ihre Mutter Bai Yun und ihr Vater Shi Shi sind eine Leihgabe aus der Volksrepublik China. Nach Hua Mei brachte Bai Yun das Männchen Mei Sheng (2003), das Weibchen Su Lin (2005) und das Weibchen Zhen Zhen (2007) zur Welt, die ebenfalls alle das Erwachsenenalter erreichten.
Im Februar 2004 kehrte Hua Mei als erster im Ausland geborener Großer Panda nach China zurück. Sie kam in das Wolong-Naturreservat in die Provinz Sichuan, wo sie sich gut entwickelte und selbst Mutter wurde. Zuvor wurde bei ihr zum ersten Mal das Experiment der Videostimulation angewendet, bei dem in Menschenobhut aufgewachsenen Großen Pandas Filme mit Artgenossen beim Paarungsspiel gezeigt werden, um sie selbst zur Paarung anzuregen. Im September 2004 gebar Hua Mei die Zwillinge Hua Ling und Mei Ling. Zwei weitere Zwillingsgeburten folgten in den Jahren 2005 und 2007. 
2008 musste Hua Mei in die Bifengxia Panda Base nach Ya’an verlegt werden, nachdem die Panda-Einrichtung im Wolong-Naturreservat durch das Sichuan-Erdbeben zerstört worden war. Im Juli 2009 wurde Hua Mei Mutter eines Weibchens. Im September 2010 brachte sie ein Männchen zur Welt. 